# Monotype
Monotype är ett amerikanskt företag i den typografiska branschen, bland annat känt för en kombinerad sätt- och gjutmaskin konstruerad i slutet på 1800-talet av Tolbert Lanston. Företaget är även känt för Monotypes artondelssystem, ett system för att hantera mindre avstånd i typografiska sammanhang, och som fortfarande används i finare typografi.